# Списак рудника у Украјини
Списак рудника у Украјини је помоћни чланак листе рудника у Европи и списковима рудника. Ова листа садржи активне, неактивне и будуће руднике у земљи и организована је према примарној листи производње минерала и по покрајинама. Из практичних разлога каменоломи камена, мермера и други могу бити укључени у ову листу.

## Рудници злата
- Рудник злата Музјево
- Рудник злата Берехове се налази на југозападу земље у Закарпатској области. Сем огромних количина злата и сребра, рудник такође има резерве руда олова и цинка.[1]
- Рудник злата Квасово

## Рудници угља
- Рудник угља Алмазна је велики рудник угља који се налази на југоистоку Украјине у Доњецкој области. Алмазна представља једну од највећих резерви угља у Украјини која има процењене резерве од 73,1 милиона тона угља. Годишња производња угља је око 712.000 тона.[2]
- Рудник угља Баженов је велики рудник угља, смештен у југоисточној Украјини у Доњецкој области, у индустријском граду Макијевка. Рудник Баженов представља једну од највећих резерви угља у Украјини са процењеним резервама од 58,7 милиона тона угља.[2] Годишња производња угља је око 1,02 милиона тона.
- Рудник угља Билоречинска припада једној од највећих компанија у Украјини. Ископани угаљ је „Г“ - кокс за електричну енергију. Од 1. јуна 2011. резерве рудника су износиле 11,6 милиона тона. Постоји могућност смањења додатних резерви.
- Рудник угља Билозерска је рудник угља који се налази на југоистоку Украјине у Доњецкој области. Рудник је пуштен у рад 1954. године, са годишњим капацитетом производње од милион тона. Билозерска представља једну од највећих резерви угља у Украјини која процењује резерве од 80,4 милиона тона угља.[2]
- Рудник угља Билицка је рудник угља који се налази на југоистоку Украјине у Доњецкој области. Билицка представља једну од највећих резерви угља у Украјини која процењује резерве од 68,2 милиона тона угља.[2] Годишња производња угља је око 427.000 тона.
- Рудник угља Добропиљска се налази на југоистоку Украјине у Доњецкој области. Процењене резерве овог рудника су 58,6 милиона тона угља.[2] Годишња производња угља је око 1,2 милиона тона.
- Рудник угља Фасчивска је рудник угља који се налази на југоистоку Украјине у Луганској области.[3] Резерве овог руднка су 12,9 милиона тона.[2] Годишња производња угља је око 285.000 тона.
- Рудник угља Хирска је рудник угља који се налази на југоистоку Украјине, у месту Хирска, Луганска област. Хирска представља једну од највећих резерви угља у Украјини са процењеним резервама од 46,5 милиона тона.[2] Годишња производња угља је око 320 000 тона.
- Рудник угља Хлибока је рудник угља, смештен на југоистоку Украјине у Доњецкој области, са процењеним резервама од 23,3 милиона тона.[2] Годишња производња угља је око 647.000 тона.
- Рудник угља Каљинин је рудник угља који се налази на југоистоку Украјине у Доњецкој области са процењеним резервама од 14,9 милиона тона.[2] Годишња производња угља је око 427.000 тона.
- Рудник угља Холодна Балка је рудник угља који се налази на југоистоку Украјине у Доњецкој области са резервама од 51,3 милиона тона. Годишња производња угља је око 523.000 тона.
- Рудник угља Киров је рудник угља који се налази на југоистоку Украјине у Доњецкој области са процењеним резервама од 23,6 милиона тона. Годишња производња угља је око 765.000 тона.
- Рудник угља Комсомолиц-Данбас је велики рудник угља који се налази на југоистоку Украјине у Доњецкој области. Комсомолиц-Данбас представља једну од највећих резерви угља у Украјини са процењеним резервама од 137,5 милиона тона.[2] Годишња производња угља је око 2,12 милиона тона.
- Рудник угља Красноармијска–Захидна је велики рудник угља који се налази на југоистоку Украјине у Доњецкој области са процењеним резервама од 79,5 милиона тона. Годишња производња угља је око 3,49 милиона тона. У власништву је приватног акционарског друштва Покровски компанија угља.
- Рудник угља Краснокутска је подземни рудник угља у Луганској области Украјини.
- Рудник угља Краснољиманска је велики рудник угља који се налази на југоистоку Украјине у Доњецкој области. Краснољиманска представља једну од највећих резерви угља у Украјини са процењеним резервама од 85,1 милиона тона.[2] Годишња производња угља је око 3,56 милиона тона.
- Рудник угља Молодогвардијевска је велики рудник угља који се налази на југоистоку Украјине у Луганској области са процењеним резервама од 63,6 милиона тона. Годишња производња угља је око 712.000 тона.
- Рудник угља Пивденнадабавска 1 је рудник угља који се налази на југоистоку Украјине у Доњецкој области са процењеним резервама од 69,3 милиона тона. Годишња производња угља је око 1,2 милиона тона.
- Рудник угља Пивденнадабавска 3 је велики рудник угља који се налази на југоистоку Украјине у Доњецкој области. Пивденнадабавска 3 представља једну од највећих резерви угља у Украјини са процењеним резервама од 156,9 милиона тона.[2] Годишња производња угља је око 1,42 милиона тона.
- Рудник угља Скочински представља једну од највећих резерви угља у Украјини, са процењеним резервама од 144,4 милиона тона. Годишња производња угља је око 776.000 тона. Рудник Скочински један је од најдубљих рудника угља у земљи, где се копање врши на дубинама до 1200—1450 м.
- Рудник угља Стаханов је велики рудник угља на југоистоку Украјине у Доњецкој области са процењеним резервама од 139,7 милиона тона. Годишња производња угља је око 1,85 милиона тона.
- Рудник угља Суходилска–Схидна је велики подземни рудник угља који се налази у југоисточној Украјини у Луганској области. Рудник угља Суходилска-Скхидна представља једну од највећих резерви угља у Украјини са процењеним резервама од 157,4 милиона тона.[2] Годишња производња угља је око 712.000 тона.
- Рудник угља Свитанокје рудник угља који се налази на југоистоку Украјине у Доњецкој области, са резервама од 14,3 милиона тона.[2] Годишња производња угља је око 463.000 тона.
- Рудник угља Винитска је рудник угља који се налази на југоистоку Украјине у Доњецкој области са процењеним резервама од 14,7 милиона тона. Годишња производња угља је око 303.000 тона.
- Рудник угља Јасинивка–Хлибока је рудник угља који се налази на југоистоку Украјине у Доњецкој области са процењеним резервама од 41,5 милиона тона. Годишња производња угља је око 434.000 тона.
- Рудник угља Засјатко је компанија за вађење угља у украјинском граду Доњецк. Након почетка рата у Донбасу 2014. године, рудник се налазио на територији под контролом побуњеника.[4]
- Рудник угља Ждањивскаје рудник угља смештен на југоистоку Украјине у Доњецкој области са процењеним резервама од 43,3 милиона тона.[2] Годишња производња угља је око 712.000 тона.
- Рудник угља Жотнајево Рудник је велики рудник угља који се налази на југоистоку Украјине у Доњецкој области, са резервама од 97,5 милиона тона. Годишња производња угља је око 805.000 тона.
- Рудник угља Зујивска је рудник угља који се налази на југоистоку Украјине у Доњецкој области са процењеним резервама од 17,4 милиона тона. Годишња производња угља је око 570.000 тона.

## Рудници графита
- Рудник Заваље је један од највећих рудника графита у Украјини и свету. Рудник се налази у Кировоградској области. Рудник је проценио резерве од 6,4 милиона тона руде са 7% графита.[5]